# Африканський регіон Всесвітньої організації скаутського руху

Країни-учасниці Африканського регіону

Африка́нський регіо́н (англ. The Africa Scout Region) це складова частина Всесвітньої організації скаутського руху зі штаб-квартирою у Найробі (Кенія) з філіями в Кейптауні (ПАР) і Дакарі (Сенегал). 
Африканський регіон охоплює країни на південь від Сахари та прилеглих островів, що визнані членами Всесвітньої організації скаутського руху. Станом на сьогодні регіон складається з 35 національних скаутських асоціацій чи організацій і 11 потенційних членів. Є близько одного мільйона зареєстрованих скаутів в Африці, хоча є припущення, що їх у регіоні вдвічі більше. Такі великі держави як Малі, Гвінея-Бісау та Центрально-Африканська Республіка, а також кілька дрібніших держав, ще не члени ВОСР з різних причин.
Цей регіон є копією Африканського регіону у Всесвітній асоціації дівчат-гайдів та дівчат-скауток (WAGGGS).